# Estrela do Vale
O Grêmio Recreativo Escola de Samba Estrela do Vale (GRES Estrela do Vale) é uma escola de samba da cidade de Belo Horizonte, no estado brasileiro de Minas Gerais.

## História
A escola de samba Estrela do Vale, foi criada no dia 14 de Março de 2009, por iniciativa de Eduardo Raimundo Bavose sua esposa Maria Madalena Ferreira Bavose e amigos, que sentindo que não havia nos desfiles de escolas de samba de Belo Horizonte uma representante da região do Barreiro, resolve funda-la com o objetivo de proporcionar aos moradores da região mais esta opção de divertimento e lazer.
No carnaval de 2010, enredo sobre sua localidade, o bairro do Barreiro, ao apresentar enredo sobre sua localidade, o bairro do Barreiro, o Estrela do Vale ficou em quarto lugar no Grupo B, ficando à frente da tradicional Escola de Samba Inconfidência Mineira.
Para o Carnaval de 2011, a Estrela do Vale já esta trabalhando, tendo inclusive lançado seu enredo;" Viajando no Mundo do Giramundo - 40 anos de História". Foi vice-campeã.
Em 2012, foi a única escola a desfilar pelo Grupo B, sendo automaticamente a campeã, e ascendendo ao Grupo A para o Carnaval 2013.
- Em 2013 ascendeu ao grupo A ( grupo especial ) e levou para o desfile o enredo " Tudo por amor ", com o samba enredo composto por Valtinho Magal e interpretado por Joaozinho Batera, classificando-se em terceiro lugar.
Em 15 de Fevereiro de 2024 foi sagrada campea do grupo especial do Carnaval de Belo Horizonte com desfile em homenagem a Santos Dumont, (mineiro e pai da aviação), e recebeu a importância de R$ 95.400,00.

## Segmentos

### Presidentes
| Nome                     | Mandato        | Ref.  |
| ------------------------ | -------------- | ----- |
| Maria Madalena Fª Bavose | ? - atualidade | [ 3 ] |

### Diretores
| Ano  | Diretor de Carnaval | Diretor geral de harmonia        | Mestre de bateria | Ref. |
| ---- | ------------------- | -------------------------------- | ----------------- | ---- |
| 2011 | Madalena Bavose     | Carmem/Darlene/Eduardo R. Bavose | Naldo             |      |
| 2012 | Madalena Bavose     | Carmem/Darlene/Eduardo R. Bavose | Deley             |      |
| 2013 | Madalena Bavose     | Carmem/Darlene/Eduardo R. Bavose | Deley             |      |

### Coreógrafo
| Ano  | Nome               | Ref. |
| ---- | ------------------ | ---- |
| 2013 | Jorge              |      |
| 2014 | Guilherme Lourenço |      |
| 2015 | Guilherme Lourenço |      |
|      |                    |      |

### Casal de Mestre-sala e Porta-bandeira
| Ano  | Nome | Ref. |
| ---- | ---- | ---- |
| 2016 |      |      |

### Rainhas de bateria
| Período | Rainha | Madrinha | Ref. |
| ------- | ------ | -------- | ---- |
| 2016    |        |          |      |

## Carnavais
| Ano  | Colocação   | Grupo               | Enredo | Carnavalesco                                                           | Intérprete                                                        | Ref   |
| ---- | ----------- | ------------------- | --- | ---------------------------------------------------------------------- | ----------------------------------------------------------------- | ----- |
| 2010 | 4º lugar    | B (segunda divisão) | Barreiro – Sua História, Sua Riqueza e Suas Belezas! Compositores:Alexandre Magno Bavose e Vardelei Moreira | Comissão de Carnaval Alexandre Magno, Eduardo Bavose e Madalena Bavose | Mauro Bainha                                                      | [ 4 ] |
| 2011 | Vice-campeã | B (segunda divisão) | Viajando no Mundo do Giramundo - 40 anos de História                                                        | Marco Aramha e Marcyo de Oliveira                                      |                                                                   |       |
| 2012 | Campeã      | B (segunda divisão) | Música das Gerais                                                                                           | Marco Aramha e Marcyo de Oliveira                                      |                                                                   |       |
| 2013 | 3º Lugar    | A                   | Tudo por amor                                                                                               | Marco Aramha e Marcyo de Oliveira                                      |                                                                   |       |
| 2014 |             |                     | Serra no Cipó. Lugar Bonito que Só Compositor:Eduardo Bavose                                                |                                                                        | Billy Boy , Valtinho Magal, Henrique Guerreiro e Joaozinho Batera | [ 5 ] |
| 2015 |             |                     | |                                                                        |                                                                   |       |
|      |             |                     | |                                                                        |                                                                   |       |
| 2016 |             |                     | |                                                                        |                                                                   |       |
|      |             |                     | |                                                                        |                                                                   |       |